# Android Donut
Android Donut, también conocido como Android 1.6, fue la cuarta versión descontinuada del sistema operativo móvil de código abierto Android desarrollado por Google lanzado el 15 de septiembre del 2009. Se agregó compatibilidad con teléfonos inteligentes CDMA, tamaños de pantalla adicionales, un indicador de uso de la batería y un motor de texto a voz siendo varias de las características más importantes introducidas por esta actualización.
Tras el lanzamiento público de Android 1.6 Donut, la tradición de poner un postre como nombre en clave en orden alfabético (En este caso la letra 'D') para identificar las principales versiones de Android nació, los operadores móviles siguieron rápidamente su lanzamiento en forma de actualización OTA (Over-The-Air, es decir, sin el uso de Internet) para teléfonos inteligentes compatibles.

## Prestaciones
Las nuevas características introducidas por Donut incluyen lo siguiente:
- Búsqueda de entrada de voz y texto mejorada para incluir historial de marcadores, contactos y la web.
- Capacidad para que los desarrolladores incluyan su contenido en los resultados de búsqueda.
- Motor de Síntesis de habla multilingüe para permitir que cualquier aplicación de Android "pronuncie" una cadena de texto.
- Búsqueda más fácil y la capacidad de ver capturas de pantalla de aplicaciones en Android Market.
- Galería, cámara y videocámara más integradas, con un acceso más rápido a la cámara.
- Capacidad para que los usuarios seleccionen varias fotos para eliminarlas.
- Compatibilidad con tecnología actualizada parar CDMA/EVDO, 802.1x, VPN,  y un motor de texto a voz.
- Soporte para resoluciones de pantalla WVGA.
- Mejoras en la velocidad de las aplicaciones de búsqueda y cámara.
- Marco Gesture ampliado y una nueva herramienta de desarrollo GestureBuilder.